# Andrew Murray (syndicaliste)
Andrew Philip Drummond-Murray, communément connu sous le nom d'Andrew Murray, est un dirigeant et militant syndical britannique et travailliste. Murray est détaché d'Unite the Union au siège du Parti travailliste pour les élections générales de 2017 au Royaume-Uni, devenant ensuite conseiller de Jeremy Corbyn de 2018 à 2020.
Né dans une famille aristocratique écossaise, Murray commence sa carrière comme journaliste et devient plus tard un haut responsable de divers syndicats. Murray est président de la Stop the War Coalition depuis sa création en 2001 jusqu'en juin 2011, puis de septembre 2015 à 2016. Après quarante ans au sein du Parti communiste de Grande-Bretagne (CPGB) puis du Parti communiste britannique, il rejoint le Parti travailliste vers la fin de 2016,.
Murray est un contributeur du Morning Star et du Tribune,.

## Biographie

### Éducation et journalisme

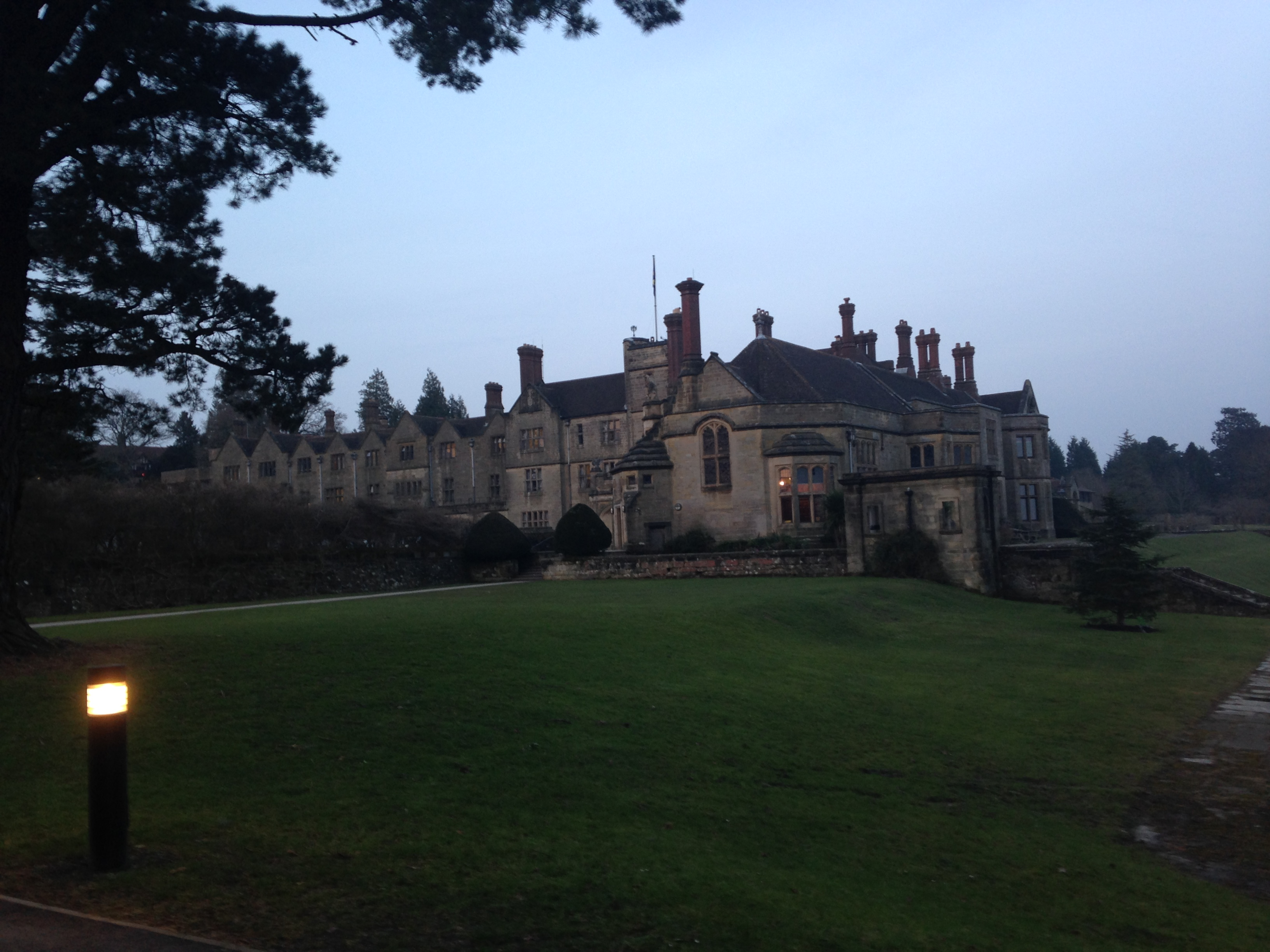
Worth School

Murray est né en 1958 de Peter Drummond-Murray de Mastrick, courtier en valeurs mobilières et banquier qui est Slains Pursuivant de 1981 à 2009, et de Barbara Mary Hope, fille de l'ancien député conservateur et gouverneur de la présidence de Madras en Inde britannique de 1940 à 1946, Arthur Hope. Il fait ses études à Worth School, un pensionnat bénédictin indépendant du Sussex. Murray quitte l'école à 16 ans avec 4 niveaux « O ».
Après avoir travaillé comme messager au Reader's Digest et comme commis de presse pour l'International Herald Tribune, il suit une formation de journalisme au Sussex Express. Murray est nommé correspondant de lobbying parlementaire à l'âge de 19 ans. Il est également journaliste au Morning Star, une publication à laquelle il contribue toujours, et travaille pour l'agence de presse soviétique RIA Novosti. Jusqu'en 2013, il est un contributeur occasionnel au Guardian.

### Syndicaliste
Au sein du Transport and General Workers Union, une organisation pour laquelle Murray travaille de 1987 à 1998, puis à nouveau à partir de 2003, il est fortement impliqué dans la conduite de la grève du personnel de cabine de British Airways en 1997, et dans les campagnes électorales de Bill Morris (1991 et 1995) et de Tony Woodley (2003) pour le poste de secrétaire général et, après la formation d'Unite, issue de la fusion de T&G et d'Amicus, de Len McCluskey en 2010. Murray est nommé chef de cabinet d'Unite en 2011 après l'élection de Len McCluskey au poste de secrétaire général à la fin de l'année précédente. Responsable de la plupart des départements centraux du syndicat et de ses dix régions, il est élu au Conseil général du TUC en avril 2011. Avant la grève des retraites du secteur public, il est nommé par le secrétaire à l'Éducation Michael Gove en novembre 2011 comme étant, avec McCluskey et Mark Serwotka, l'un des trois « militants » syndicaux qui « avaient envie de se battre ».
Il travaille aussi comme permanent pour l'Associated Society of Locomotive Engineers and Firemen (ASLEF).
Murray défend Arthur Scargill dans une critique de Marching to the Fault Line de Francis Beckett et David Hencke (en), qui critique le rôle du dirigeant du NUM dans la grève des mineurs, conseillant aux lecteurs du Morning Star de ne pas acheter le livre car cela ne ferait que « nourrir les chacals ».

### Activité politique
Murray rejoint le Parti communiste de Grande-Bretagne en 1976, à l'âge de 18 ans, et s'affilie à sa faction Straight Left. À cette époque, Murray devient un ami proche de Seumas Milne (en), qui est également impliqué dans Straight Left,,. Les alliés de Murray durant cette période sont décrits par Francis Beckett comme « plus extrêmes que la plupart des staliniens que j'ai connus. Les staliniens étaient connus comme des tankies, mais ceux de Murray étaient des super-tankies ». Après la dissolution du CPGB en 1991, il est l'un des dirigeants du groupe de liaison communiste, qui se dissout lui-même en 1995, Murray et ses autres membres rejoignant le Parti communiste britannique. Murray siège au comité exécutif du Parti communiste britannique de 2000 à 2004 et est un défenseur du parti en soutenant la Respect Coalition lors des élections européennes et municipales de cette année-là. Il siège de nouveau au comité exécutif du parti de 2008 à 2011. Il déclare à John Harris en 2015 : « Le communisme représente toujours, à mon avis, une société pour laquelle il vaut la peine de travailler – même si ce n'est pas par les méthodes du XXe siècle, qui ont échoué ».
En tant que président de Stop the War, Murray préside le rassemblement de clôture contre la guerre en Irak en 2003, un rassemblement qui est considéré comme la plus grande manifestation politique de l'histoire britannique. Il annonce son intention de quitter la présidence de Stop the War en juin 2011 et est remplacé par le député travailliste Jeremy Corbyn en septembre 2011. Murray est élu par le comité directeur de la coalition au nouveau poste de vice-président, mais revient au poste de président en septembre 2015, après l'élection de Corbyn à la tête du Parti travailliste.
En 2014, il cofonde Solidarité avec la Résistance antifasciste en Ukraine, qui organise des manifestations devant l'ambassade d'Ukraine à Londres contre le nouveau gouvernement ukrainien,.

### Postes au Parti travailliste
En novembre 2016, Murray rejoint le Parti travailliste, et, en mai 2017, il est détaché d'Unite au siège du Parti travailliste lors des élections générales de 2017. La nomination est controversée en raison du rôle précédent de Murray au sein du Parti communiste britannique,. Interrogé par les journalistes sur cette nomination, Corbyn déclare que Murray « est une personne dotée d'énormes capacités et d'un grand professionnalisme » qui possède des « compétences particulières ». 
Angela Smith et Mike Gapes, anciens députés travaillistes partis fonder le groupe centriste indépendant de députés, déclarent que l'implication de Murray dans le Parti travailliste a été un facteur dans leur départ.
Fin février 2020, le Financial Times rapporte que Murray a démissionné de son poste de conseiller auprès du Parti travailliste et est revenu à son poste au sein d'Unite à temps plein.

## Publications
Murray est l'auteur de plusieurs livres et de nombreuses brochures, notamment The Communist Party of Great Britain: A Historical Analysis to 1941 (1995), Flashpoint World War III (1997), Off the Rails (2001), A New Labour Nightmare: Return of the Awkward Squad (2003), Stop the War: The Story of Britain's Biggest Mass Movement (avec Lindsey German (en), 2005) et The T&G Story (2008). En 2019, Verso Books publie son ouvrage The Fall and Rise of the British Left, qui passe en revue les destins du socialisme britannique des années 1970 jusqu'aux élections générales de 2017.
Murray est actuellement contributeur au Morning Star et au Tribune,.

## Vie privée
Andrew Murray est marié à Susan Michie de 1981 à 1997. Il s'est remarié en 2003. Il a trois enfants avec Michie et une belle-fille.